# Oxynopterus mucronatus
Oxynopterus mucronatus là một loài bọ cánh cứng trong họ Elateridae. Loài này được Olivier miêu tả khoa học năm 1792.